# 결속 밴드 (음반)
《결속 밴드》(일본어: 結束バンド 겟소쿠 반도[*])는 일본의 TV 애니메이션 《봇치 더 록!》의 작중에 등장하는 밴드 '결속 밴드'의 첫 번째 정규 음반이다. 애니플렉스에서 2022년 12월 25일에 디지털 발매를 선행개시하였고 2022년 12월 28일에 CD 발매되었다.

## 배경 및 출시
《봇치 더 록!》에 등장하는 극중 밴드 '결속 밴드'는, 주인공 기타 고토 히토리, 드럼 이지치 니지카, 베이스 야마다 료, 기타/보컬 키타 이쿠요로 이루어진 밴드 유닛이다. 각 캐릭터의 목소리는 각각 아오야마 요시노, 스즈시로 사유미, 미즈노 사쿠, 하세가와 이쿠미가 연기했다.
또한, 실제로 음악을 연주하는 역할을 담당한 기타 akkin, 미츠이 리츠오, 드럼 히다이 오사무, 베이스 타카마 유이치는, 음악 디렉터인 오카무라 겐의 인맥에서 결정되었다.
2023년 12월 27일까지의 기간 한정 생산판이며, 특전으로서 애니메이션 《봇치 더 록!》 논 크레딧 OP·ED가 수록된 Blu-ray Disc나, 백스테이지 패스 풍의 1화 타이틀 스티커가 부속된다.
앨범에는 히구치 아이, 오토하-otoha- , 나카지마 잇큐(tricot, 제니 하이), 타니구치 마구로(KANA-BOON), 쿠사노 카요코, 키타자와 유호(the peggies), ZAQ 등이 곡을 제공하고 있으며, 애니메이션 《봇치 더 록!》 12화 엔딩 테마로 사용된 ASIAN KUNG-FU GENERATION의 악곡 〈구르는 바위, 너에게 아침이 내린다〉의 커버도 수록되어 있으며, 이 밴드의 보컬, 기타를 담당하는 고토 마사후미가 발매할 때 코멘트를 보냈다.

## 차트 성적
iTunes 앨범 종합 차트에서 2022년 12월 26일 시점에서 선두가 되었다. 앨범에 수록된 각 곡도 애니메이션 차트 TOP10을 독점했다. 2022년 12월 28일 공개(집계 기간: 2022년 12월 19일~12월 25일)한 Billboard JAPAN 다운로드·앨범·차트에 의한 다운로드 앨범, 오리콘의 주간 디지털 앨범 차트에서 각각 1위를 차지했다.
발매 전날인 2022년 12월 27일자 오리콘 데일리 앨범 랭킹에서 추정 36,530장으로 매출 1위를 차지했다. 2023년 1월 9일자 오리콘 주간 합산 앨범 랭킹, 주간 앨범 랭킹(추정 72,553장), 주간 디지털 앨범 랭킹에서도 선두에 올라 3관왕을 달성했다. 2023년 1월 4일자 Billboard JAPAN 차트에서도 Hot Albums, Top Album Sales, 다운로드 앨범 차트 3개 부문에서 모두 1위를 차지했다.

## 평가
타워 레코드가 운영하는 Web매체 Mikiki에서 s.h.i.는 본 앨범의 음악성을 ASIAN KUNG-FU GENERATION과 BUMP OF CHICKEN과 같은 일본 록의 계보를 의식하면서도 메탈적인 리드 기타가 피처링함으로써 신선한 구조가 만들어지고 있으며, 변칙적인 어레인지 연주진의 기교, 안정감과 찰나와 같은 기세를 겸비한 키타 이쿠요(CV: 하세가와 이쿠미)의 노래 소리, 고토 히토리(CV: 아오야마 요시노)의 표현력 등 다양한 조각이 어울러 〈애니송 다움〉에 몰두하지 않으면서도 목소리의 힘으로 애니송으로도 성립하고 있다며 "정말로 얻기 어려운 음악"이라고 평가했다.

## 수록 내용

### DISC1
| #   | 제목                                                           | 작사            | 작곡            | 편곡                           | 보컬 | 재생 시간 |
| --- | -------------------------------------------------------------- | --------------- | --------------- | ------------------------------ | ---- | --------- |
| 1.  | 〈청춘 콤플렉스〉 (青春コンプレックス)                         | 히구치 아이     | 오토하-otoha-   | 키타 이쿠요(하세가와 이쿠미)   | 3:23 |           |
| 2.  | 〈외톨이 도쿄〉 (ひとりぼっち東京)                             | 히구치 아이     | 나가이 마사미치 | 키타 이쿠요(하세가와 이쿠미)   | 3:52 |           |
| 3.  | 〈Distortion‼〉                                                | 타니구치 마구로 | 타니구치 마구로 | 키타 이쿠요(하세가와 이쿠미)   | 3:23 |           |
| 4.  | 〈비밀 기지〉 (ひみつ基地)                                     | ZAQ             | 요시오카 다이치 | 키타 이쿠요(하세가와 이쿠미)   | 3:52 |           |
| 5.  | 〈기타와 고독과 푸른 행성〉 (ギターと孤独と蒼い惑星)           | ZAQ             | 오토하-otoha-   | 키타 이쿠요(하세가와 이쿠미)   | 3:48 |           |
| 6.  | 〈러브송을 부를 수 없어〉 (ラブソングが歌えない)               | ZAQ             | 츠카다 코헤이   | 키타 이쿠요(하세가와 이쿠미)   | 3:08 |           |
| 7.  | 〈그 밴드〉 (あのバンド)                                       | 히구치 아이     | 쿠사노 카요코   | 키타 이쿠요(하세가와 이쿠미)   | 3:33 |           |
| 8.  | 〈달각달각〉 (カラカラ)                                        | 나카지마 잇큐   | 나카지마 잇큐   | 야마다 료(미즈노 사쿠)         | 4:25 |           |
| 9.  | 〈작은 바다〉 (小さな海)                                       | 오토하-otoha-   | 오토하-otoha-   | 키타 이쿠요(하세가와 이쿠미)   | 3:43 |           |
| 10. | 〈뭐가 나빠〉 (なにが悪い)                                     | 키타자와 유호   | 키타자와 유호   | 이지치 니지카(스즈시로 사유미) | 3:47 |           |
| 11. | 〈잊어주지 않을 거야〉 (忘れてやらない)                        | ZAQ             | 요시오카 다이치 | 키타 이쿠요(하세가와 이쿠미)   | 3:43 |           |
| 12. | 〈별자리가 될 수 있다면〉 (星座になれたら)                     | 히구치 아이     | 나이토 히데마사 | 키타 이쿠요(하세가와 이쿠미)   | 4:18 |           |
| 13. | 〈플래시배커〉 (フラッシュバッカー)                            | 오토하-otoha-   | 오토하-otoha-   | 키타 이쿠요(하세가와 이쿠미)   | 4:35 |           |
| 14. | 〈구르는 바위, 너에게 아침이 내린다〉 (転がる岩、君に朝が降る) | 고토 마사후미   | 고토 마사후미   | 고토 히토리(아오야마 요시노)   | 4:31 |           |

### DISC2
| #  | 제목                                      | 재생 시간 |
| -- | ----------------------------------------- | --------- |
| 1. | 〈青春コンプレックス (ノンクレジットOP)〉 | 1:31      |
| 2. | 〈Distortion!! (ノンクレジットED)〉       | 1:31      |
| 3. | 〈カラカラ (ノンクレジットED)〉           | 1:31      |
| 4. | 〈なにが悪い (ノンクレジットED)〉         | 1:31      |

## 연주
- 하세가와 이쿠미: Vocal(#1~7, 9, 11~13) & Chorus
- 미즈노 사쿠(일본어판): Vocal(#8) & Chorus
- 스즈시로 사유미: Vocal(#10) & Chorus
- 아오야마 요시노: Vocal(#14) & Chorus
- 히다이 오사무: Drums
- 타카마 유이치: Bass
- 미츠이 리츠오: Guitar
- akkin: Guitar

## 인증
| 국가                       | 인증 | 판매량/출하량 |
| -------------------------- | ---- | ------------- |
| 일본 (RIAJ)                | 골드 | 100,000^      |
| ^출하량을 기반으로 한 인증 |      |               |